# Giovanni Poleni
Giovanni Poleni (Venezia, 23 agosto 1683 – Padova, 15 novembre 1761) è stato un matematico, fisico e ingegnere italiano della Repubblica di Venezia.

## Biografia
Destinato dal padre alla carriera giuridica, la abbandonò presto per dedicarsi agli studi di architettura civile e militare, sotto la guida di Giuseppe Marcati, e a quelli di fisica, matematica e astronomia. Pubblicò i suoi primi studi in un volume, Miscellanea (1709), che gli valse, giovanissimo, la cattedra di Astronomia e meteore all'Università di Padova. Nel volume espone ricerche sul barometro, sul termometro, sulle macchine calcolatrici e sulla gnomonica.

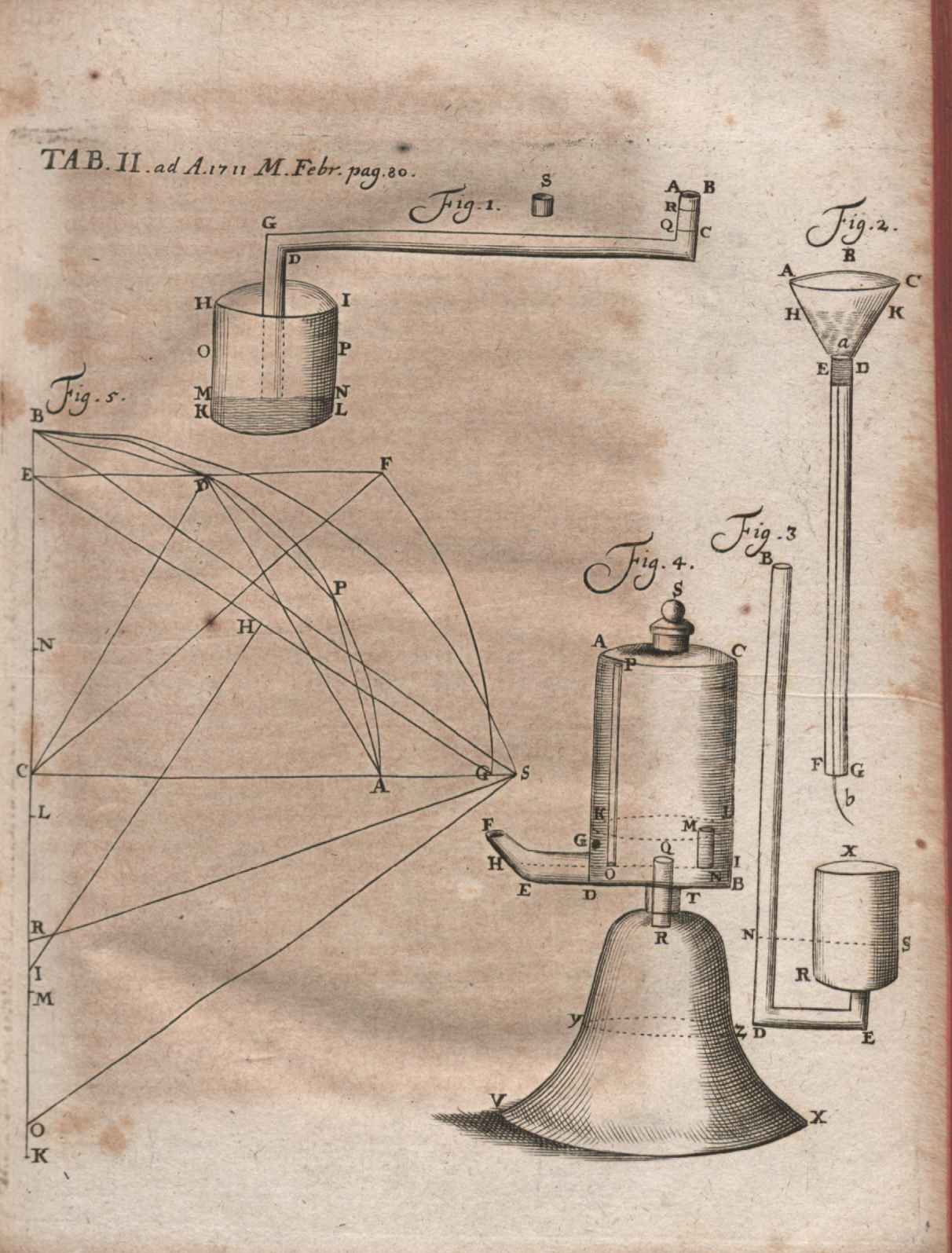
Illustrazione alla recensione della Miscellanea pubblicata sugli Acta Eruditorum del 1711

Nello stesso 1709 (il 30 novembre) venne eletto membro della Royal Society. Nel 1715 passò alla cattedra di fisica, dove aggiunse ai suoi interessi gli studi di idraulica. Nello stesso anno fu nominato membro dell'Accademia di Berlino per interessamento di Leibniz.
Nel 1719 passò alla cattedra di matematica, che era stata di Nicolaus Bernoulli. In questo periodo scrisse di calendaristica e di navigazione. Nel 1725 iniziò una serie sistematica di osservazioni e misurazioni meteorologiche, che saranno continuate con regolarità dal figlio Francesco, da Giovanni Battista Morgagni e dall'abate Giuseppe Toaldo.
Umanista a tutto campo, oltre che di idraulica e architettura, studiò a fondo l'opera di Vitruvio, pubblicando le Exercitaxiones vitruviane (1739).
Nel 1739, ottenne della Repubblica di Venezia la fondazione a Padova di una delle prime cattedre europee di fisica sperimentale. Associato alla cattedra fu costituito il Teatro di Filosofia Sperimentale, una raccolta di strumenti scientifici utilizzati per la didattica e la ricerca e realizzati dai più esperti costruttori dell'epoca. Poleni continuò ad arricchire la raccolta fino alla sua morte, così che questa raggiunse la dimensione di quasi quattrocento diversi strumenti, diventando la più importante d'Europa.
Nel 1740 fondò il primo laboratorio di fisica in una università italiana.
Nel 1743 prese parte agli studi per il restauro della cupola di San Pietro a Roma.
L'ultima cattedra da lui ricoperta fu quella di scienze nautiche e costruzioni navali (1755). Appassionato di musica, fu protettore di Giuseppe Tartini.
Nel 1756, quando Giovanni Alberto Colombo stava lavorando al progetto di ristrutturazione della Torre del Bo, Poleni ne proseguì i lavori.

## Opere principali

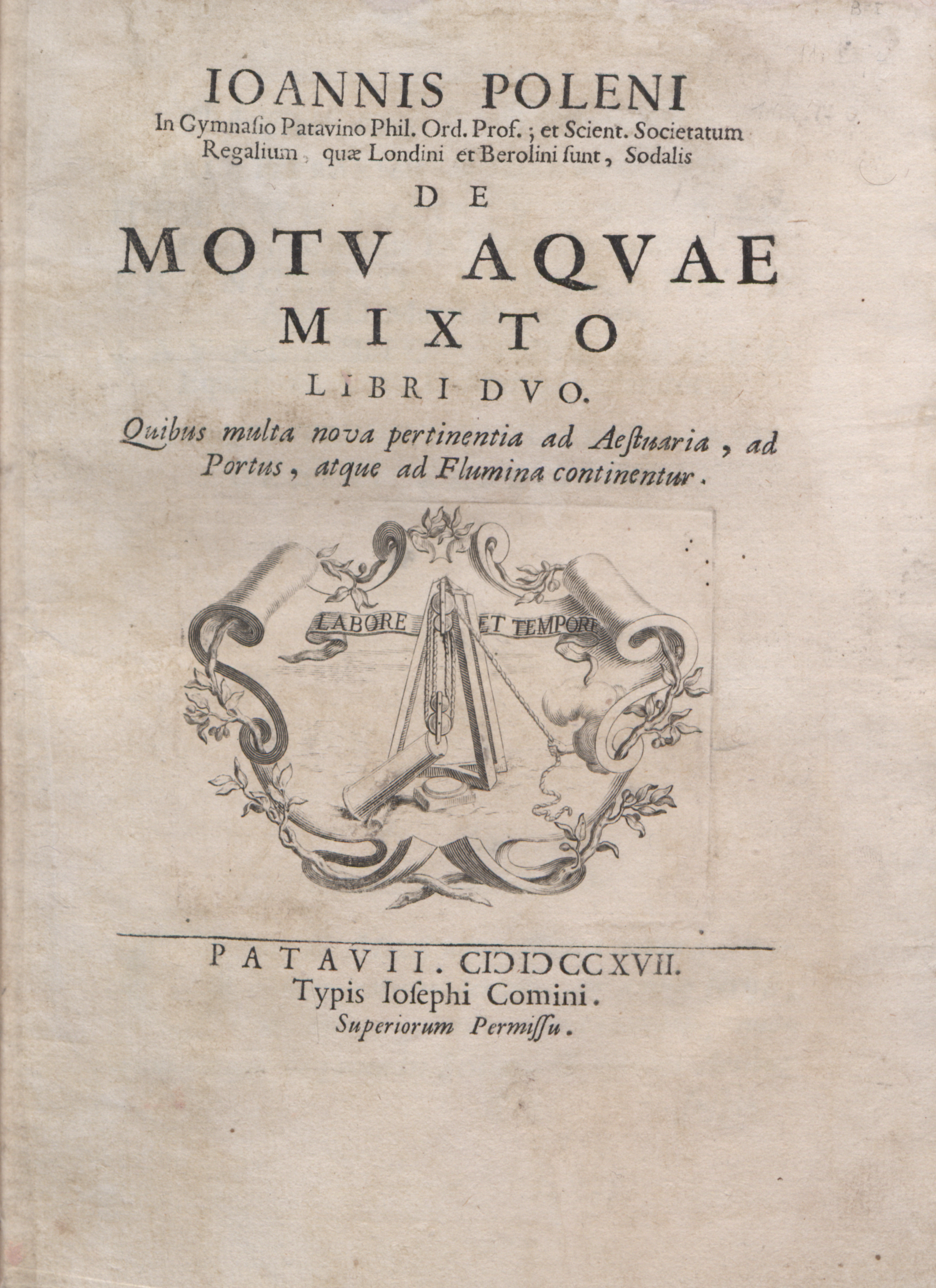
De motu aquae (1717)

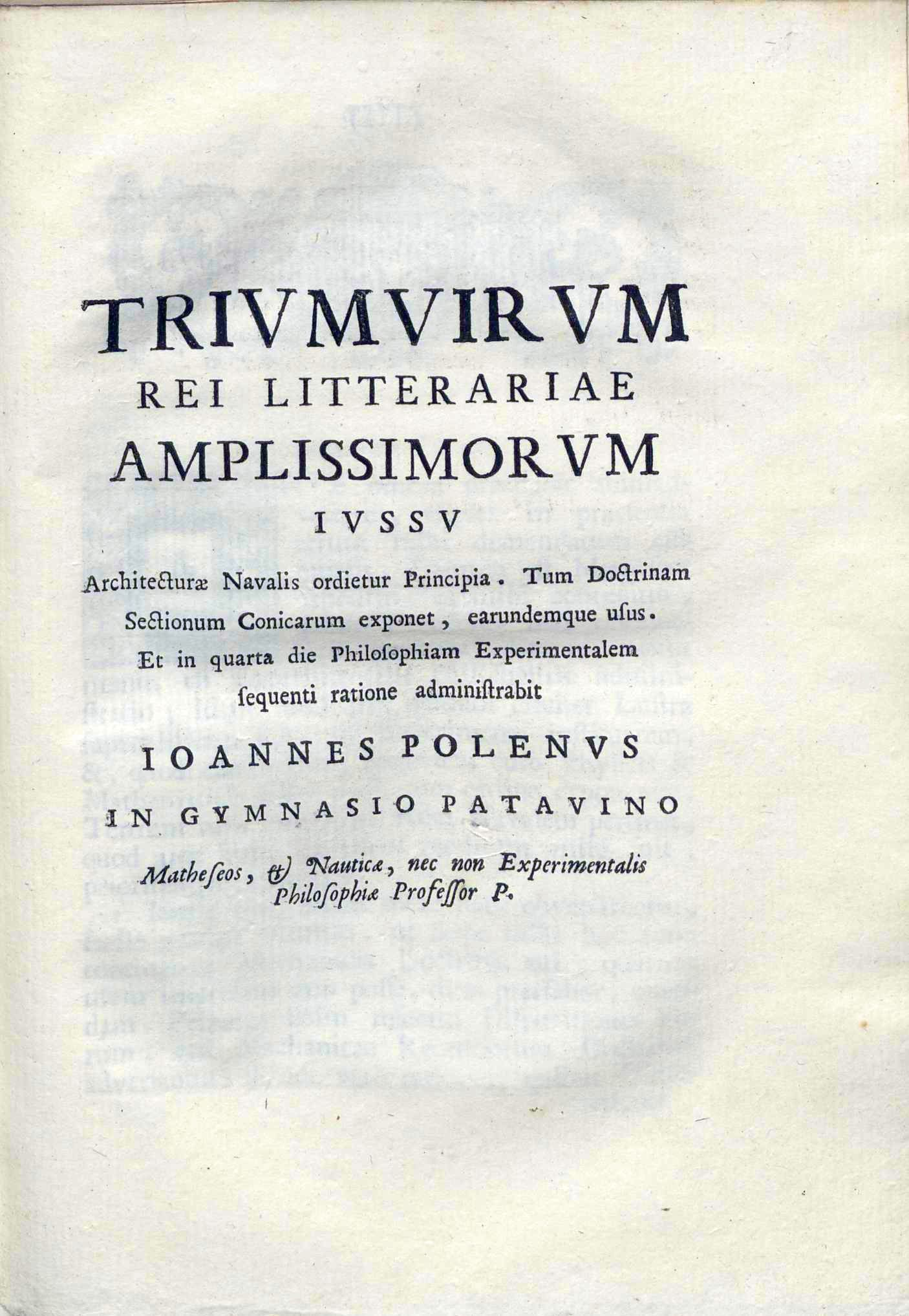
Architecturae navalis principia, 1700

- (LA) Architecturae navalis principia, Padova, Tipografia del Seminario, 1700.
- Miscellanea, 1709
- (LA) Dissertatio de barometris et thermometris, Venezia, Alvise Pavini, 1709.
- (LA) De vorticibus coelestibus dialogus, Padova, Giovanni Battista Conzatti, 1712.
- (LA) Observatio solaris eclipsis habita Patavii 5. Nonas Maias 1715[collegamento interrotto], Padova, Giovanni Battista Conzatti, 1715.
- (LA) De physices in rebus mathematicis utilitate praelectio[collegamento interrotto], Padova, Giovanni Battista Conzatti, 1716.
- Ioannis Poleni ... De motu aquae mixto libri duo. Quibus multa nova pertinentia ad aestuaria, ad portus, atque ad flumina continentur, Patavii, typis Iosephi Comini, 1717.
- Giovanni Poleni, Ioannis Poleni ... De castellis per quae derivantur fluviorum aquae habentibus latera convergentia liber. Quo etiam continentur nova experimenta ad aquas fluentes, & ad percussionis vires pertinentia ...¦, Patavii, typis Iosephi Comini, 1718.
- (LA) Mercurius in Sole visus, Padova, 1723.
- (LA) Epistolae duae, Padova, 1724.
- Epistolarum mathematicarum Fasciculus, 1729
- De la meilleure maniere de mesurer sur mer le chemin d'un vaisseau, independemment des observations astronomiques. ... par m. le marquis Poleni, A Paris, de l'Imprimerie royale, 1734.
- Exercitaxiones Vitruviane, 1739
- (LA) Institutionum philosophiae mechanicae experimentalis specimen, Padova, Tipografia del Seminario, 1741.
- (LA) Partis mathematica doctrinae motus animalium, Padova, Tipografia del Seminario, 1743.
- Memorie istoriche della Gran Cupola del Tempio Vaticano, 1748
- (LA) Doctrina architecturae militaris nec non architecturae civilis, Padova, Tipografia del Seminario, 1756.
- (LA) De re navali, Padova, Tipografia del Seminario, 1757.